# 王懋學 (永昌衛)
王懋學（？—？），號金谷，陕西巩昌府永昌卫官籍。明朝政治人物。

## 生平
萬曆四十年（1612年）壬子科陕西鄉試舉人，天啓二年（1622年）壬戌科進士。吏部观政，四年授河南太康知县，五年丁艰归。崇祯元年改补应天府教授，二年升国子监博士，三年升户部山东清吏司主事，本年丁忧。